# Odell Beckham Jr.
Odell Beckham Jr (Baton Rouge, Luisiana; 5 de noviembre de 1992) es un jugador profesional estadounidense de fútbol americano que juega en la posición de wide receiver, actualmente es agente libre.

## Biografía
Beckham Jr. asistió a Isidore Newman School en Nueva Orleans, Luisiana , donde practicó fútbol americano, baloncesto y atletismo. En fútbol, Odell jugó como wide receiver, quarterback, running back y cornerback. 
En su año júnior, Beckham Jr. capturó 45 pases para 743 yardas y 10 touchdowns. Como sénior, consiguió 50 recepciones para 1,010 yardas y 19 touchdowns, igualando a Cooper Manning (hermano mayor de Eli Manning, su excompañero en los Giants) como los dos únicos jugadores en la historia de la escuela en registrar 1,000 yardas de recepción en una temporada.
Tras su gran paso por Isidore, Beckham Jr. recibió ofertas de becas de Misisipi, Nebraska-Lincoln, Tulane, Tulsa y LSU, decantándose por esta última.
En 2019 comenzó a salir con Lauren Wood. En noviembre de 2021 anunciaron que iban a ser padres por primera vez. El 17 de febrero de 2022 nació su hijo Zydn.
Desde 2021 es accionista del Club Necaxa.

## Carrera

### New York Giants (2014-2019)
Beckham Jr. fue seleccionado por los New York Giants en la primera ronda (puesto 12) del draft de 2014.
Con los Giants, Beckham Jr. ha conseguido un total de 310 recepciones para 5,000 yardas y 38 touchdowns, convirtiéndose en el rookie que más rápido llega a esta cifra en toda la historia de la NFL.

### Cleveland Browns (2019-2021)
En el año 2019, tras descartar su renovación por parte de los Giants, Odell es transferido a los Cleveland Browns.
Su etapa en los browns fue muy irregular, llegando a ser suplente por diferencias con el QB Baker Mayfield.
En 2021 Los Browns cortan a Beckham que, tras estudiar varias ofertas como Seahawks, Pats, Rams... Odell se decanta por estos últimos.

### Baltimore Ravens (2023-2024)
Un año después, tras ganar la  Super Bowl LVI con Los Angeles Rams fichó por los Baltimore Ravens.

### Miami Dolphins (Actualmente)
En abril de 2024 se anunció que firmó un contrato por un año con los Miami Dolphins.

## Récords

### NFL
- Jugador con mayor número de recepciones en las dos primeras temporadas: 2018
- Jugador más rápido en conseguir 150 recepciones: 21 partidos[8]
- Jugador más rápido en conseguir 100 recepciones: 14 partidos[9]
- Mayor número de recepciones en los 15 primeros partidos de su carrera: 110
- Mayor número de partidos consecutivos con +130 yardas por recepción y +1 touchdown: 4 (empatado con Patrick Jeffers y Calvin Johnson)
- Mayor número de partidos con +10 recepciones como rookie: 4
- Mayor número de partidos con +10 recepciones y +100 yardas por recepción como rookie: 4
- Mayor número de partidos con +10 recepciones, +100 yardas por recepción y +1 touchdown como rookie: 4 (empatado con Torry Holt)[10]
- Mayor número de partidos con +125 yardas como rookie: 6[11]

### New York Giants
- Mayor número de yardas por recepción como rookie: 1,306
- Mayor número de recepciones como rookie: 91
- Mayor número de recepciones en un partido como wide receiver como rookie: 12 (2014, vs. Washington Redskins)
- Mayor número de recepciones en un partido en cualquier posición como rookie: 12 (empatado con Mark Bavaro y Jeremy Shockey)
- Más partidos consecutivos con +90 yardas por recepción: 9 (2014-2015)
- Más partidos con +100 yardas como rookie: 7 (2014)
- Más partidos con +125 yardas como rookie: 6 (2014)
- Más partidos con +150 yardas como rookie: 2 (2014)
- Más partidos con +10 recepciones como rookie: 4 (2014)
- Mayor número de partidos con +10 recepciones, +100 yardas por recepción y +1 touchdown como rookie: 4 (2014)
- Mayor número de partidos con +2 recepciones de touchdown como rookie: 4 (2014)
- Mayor número de partidos con +6 recepciones y +90 yardas por recepción: 9
- Mayor número de recepciones de +35 yardas para touchdown como rookie: 4[12]

## Estadísticas

### Temporada regular
| Temporada | Temporada   | Temporada | Temporada | Recepciones | Recepciones | Recepciones | Recepciones | Recepciones | Carreras | Carreras | Carreras | Carreras | Carreras | Fumbles | Fumbles |
| Año       | Equipo      | PJ        | PT        | REC         | YDS         | %           | LAR         | TD          | CAR      | YDS      | %        | LAR      | TD       | FUM     | PER     |
| --------- | ----------- | --------- | --------- | ----------- | ----------- | ----------- | ----------- | ----------- | -------- | -------- | -------- | -------- | -------- | ------- | ------- |
| 2014-15   | N.Y. Giants | 12        | 11        | 91          | 1,305       | 14.3        | 80T         | 12          | 7        | 35       | 5.0      | 13       | --       | 1       | 1       |
| 2015-16   | N.Y. Giants | 15        | 15        | 96          | 1,450       | 15.1        | 87T         | 13          | 1        | 3        | 3.0      | 3        | --       | 2       | --      |
| 2016-17   | N.Y. Giants | 16        | 16        | 101         | 1,367       | 13.5        | 75T         | 10          | 1        | 9        | 9.0      | 9        | --       | 3       | 1       |
| Total     | Total       | 43        | 42        | 288         | 4,122       | 14.3        | 87T         | 35          | 9        | 47       | 5.2      | 13       | 0        | 6       | 2       |